# Gnathopalystes crucifer
Gnathopalystes crucifer là một loài nhện trong họ Sparassidae.
Loài này thuộc chi Gnathopalystes. Gnathopalystes crucifer được Eugène Simon miêu tả năm 1880.